# Paranhos (Amares)
Paranhos ist ein Ort und eine ehemalige Gemeinde im Norden Portugals.
Paranhos gehört zum Kreis Amares im Distrikt Braga. Die Gemeinde hatte eine Fläche von 4 km² und 111 Einwohner (Stand 30. Juni 2011).
Am 29. September 2013 wurden die Gemeinden Paranhos, Caldelas und Sequeiros zur neuen Gemeinde União das Freguesias de Caldelas, Sequeiros e Paranhos zusammengefasst.